# Ovidiu-Iosif Florean
Ovidiu-Iosif Florean (n. 5 februarie 1969, Bistrița, România) este un fost senator român, ales în legislatura 2020-2024 din partea PNL. 